# Округ Клеј (Алабама)
Округ Клеј (енгл. Clay County) је округ у америчкој савезној држави Алабама. По попису из 2010. године број становника је 13.932. Седиште округа је град Ешланд.

## Демографија
Према попису становништва из 2010. у округу је живело 13.932 становника, што је 322 (2,3%) становника мање него 2000. године.
| Група             | 2000.          | 2010.          |
| Белци             | 11.616 (81,5%) | 11.186 (80,3%) |
| Афроамериканци    | 2.238 (15,7%)  | 2.066 (14,8%)  |
| Азијати           | 14 (0,1%)      | 24 (0,2%)      |
| Хиспаноамериканци | 253 (1,8%)     | 399 (2,9%)     |
| Укупно            | 14.254         | 13.932         |